# Helligåndskirken

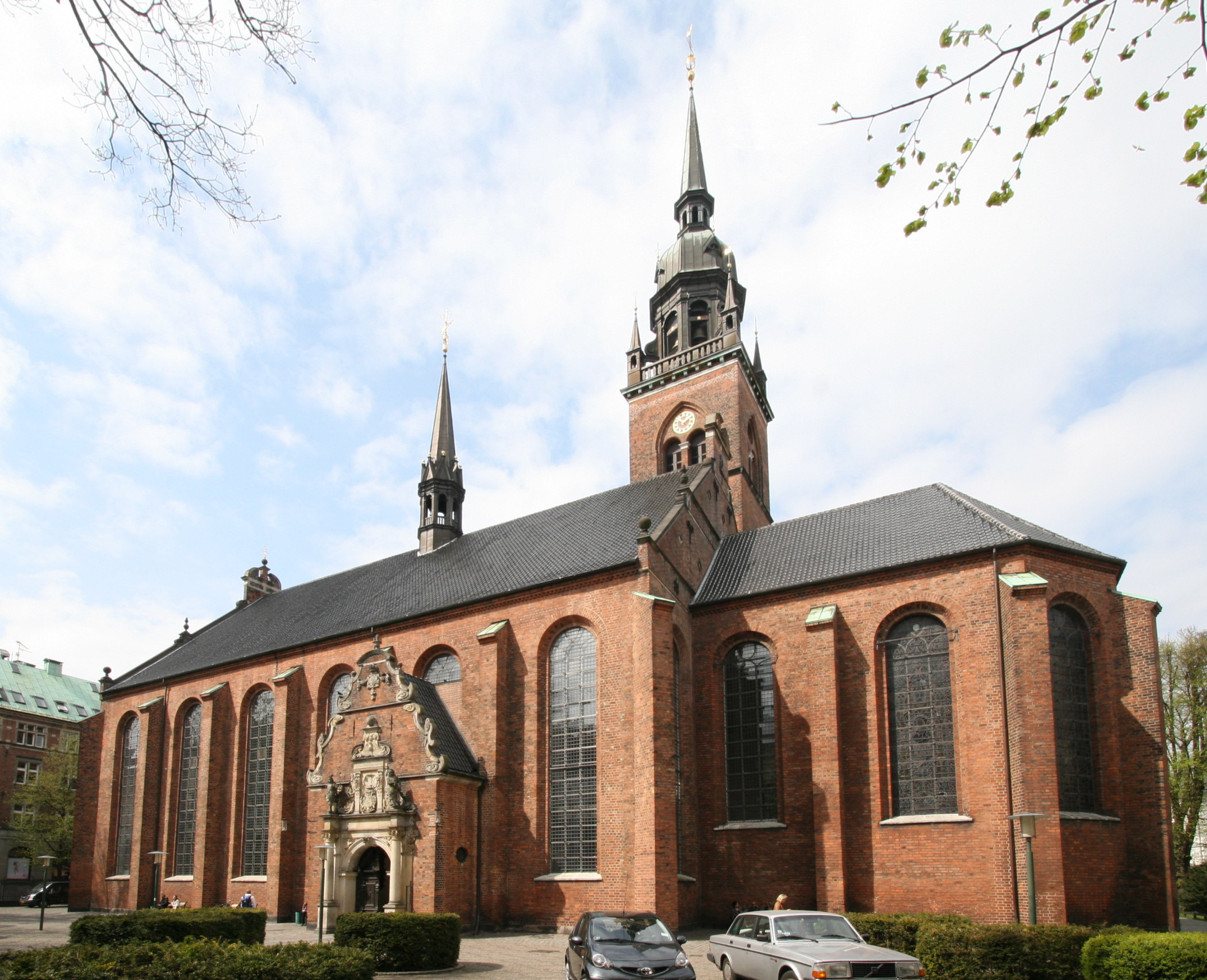
Helligåndskirken.

Helligåndskirken eller Helligaandskirken (svenska: Den Helige Andes kyrka) är en kyrka i centrala Köpenhamn, vid Amagertorv, som är en del av Strøget. Intill kyrkan ligger Helligåndshuset.
Kyrkan kallades ursprungligen omväxlande Helligaands, Helliggeist och Helliggæst på danska. Efter reformationen blev Helliggeist det vanligaste men 1881 fastställdes namnet genom en kunglig resolution till Helligåndskirken. Församlingen använder den äldre stavningen Helligaandskirken.

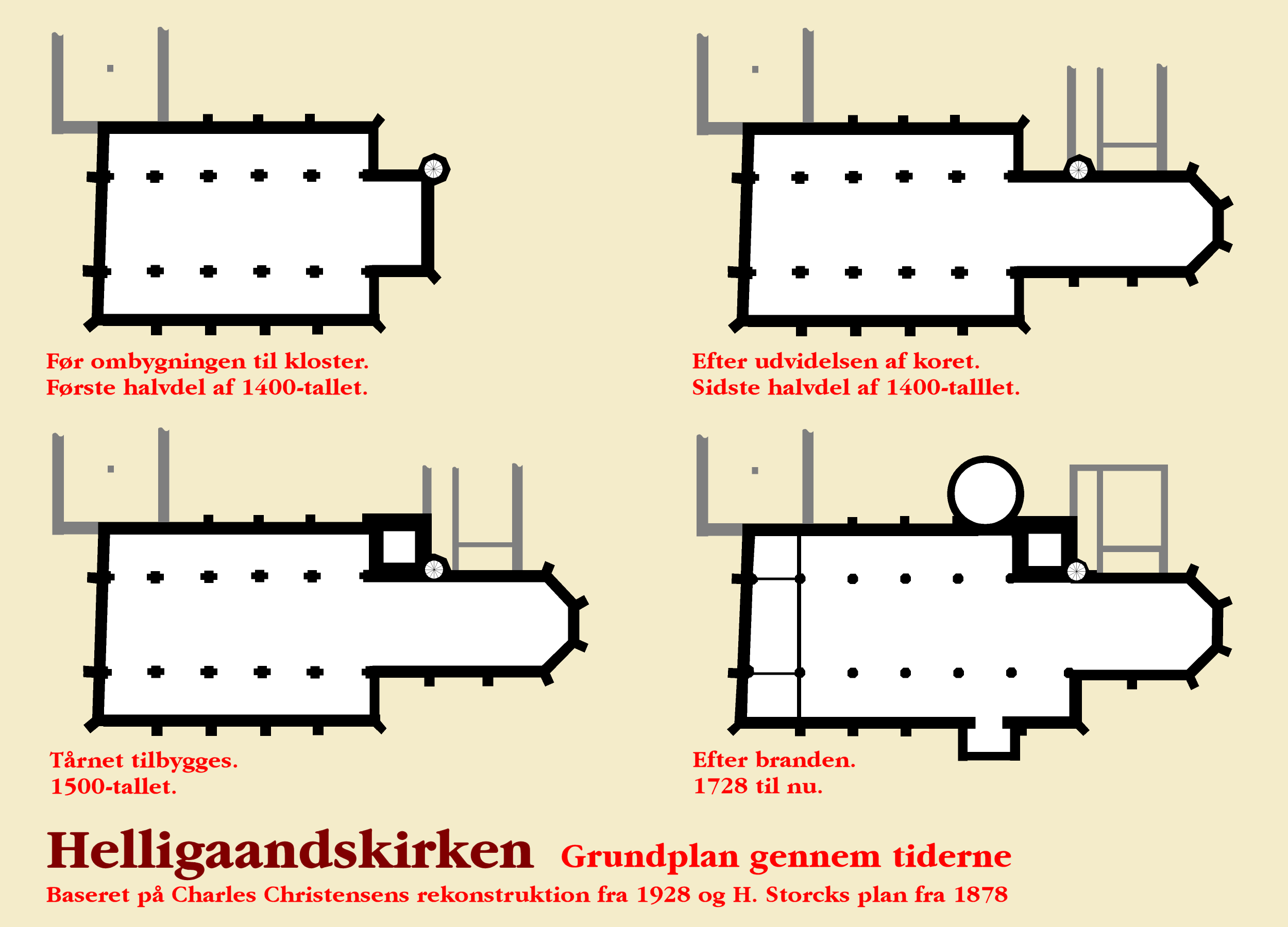
Kyrkans grundplan genom tiderna.
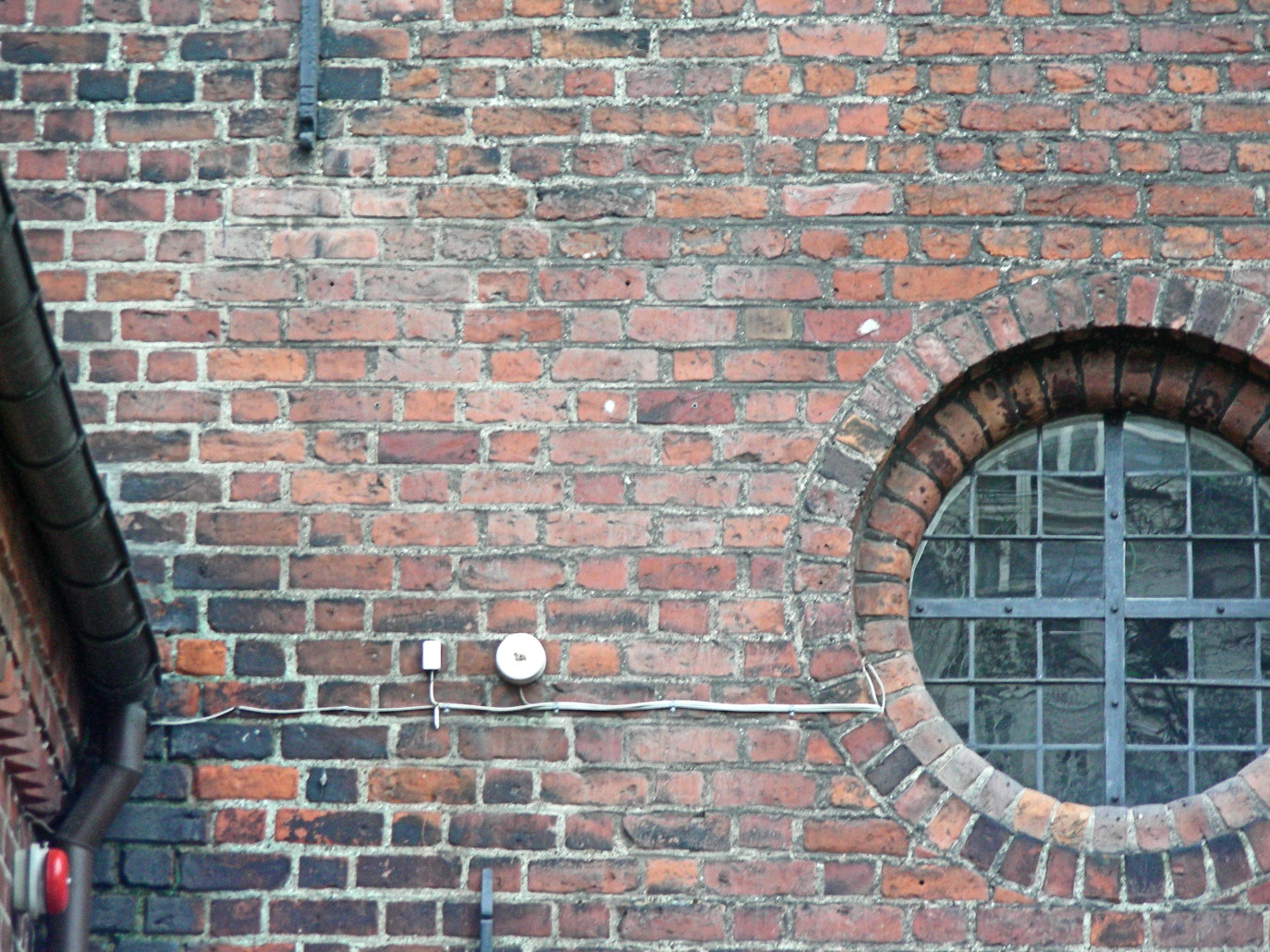
Övergången mellan gammalt och nytt murverk kan skönjas rakt ovanför det runda fönstret.
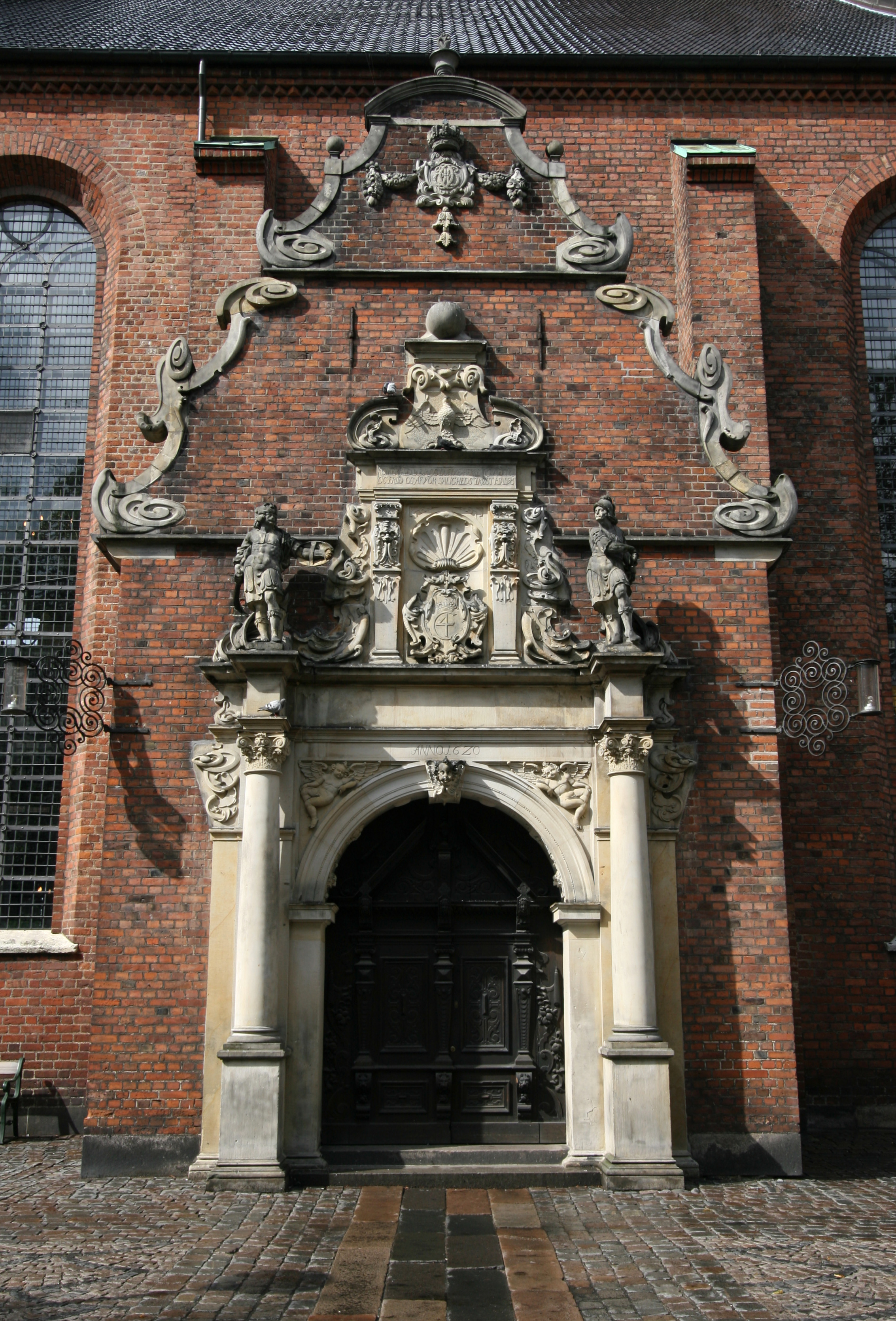
Vapenhusets portal.
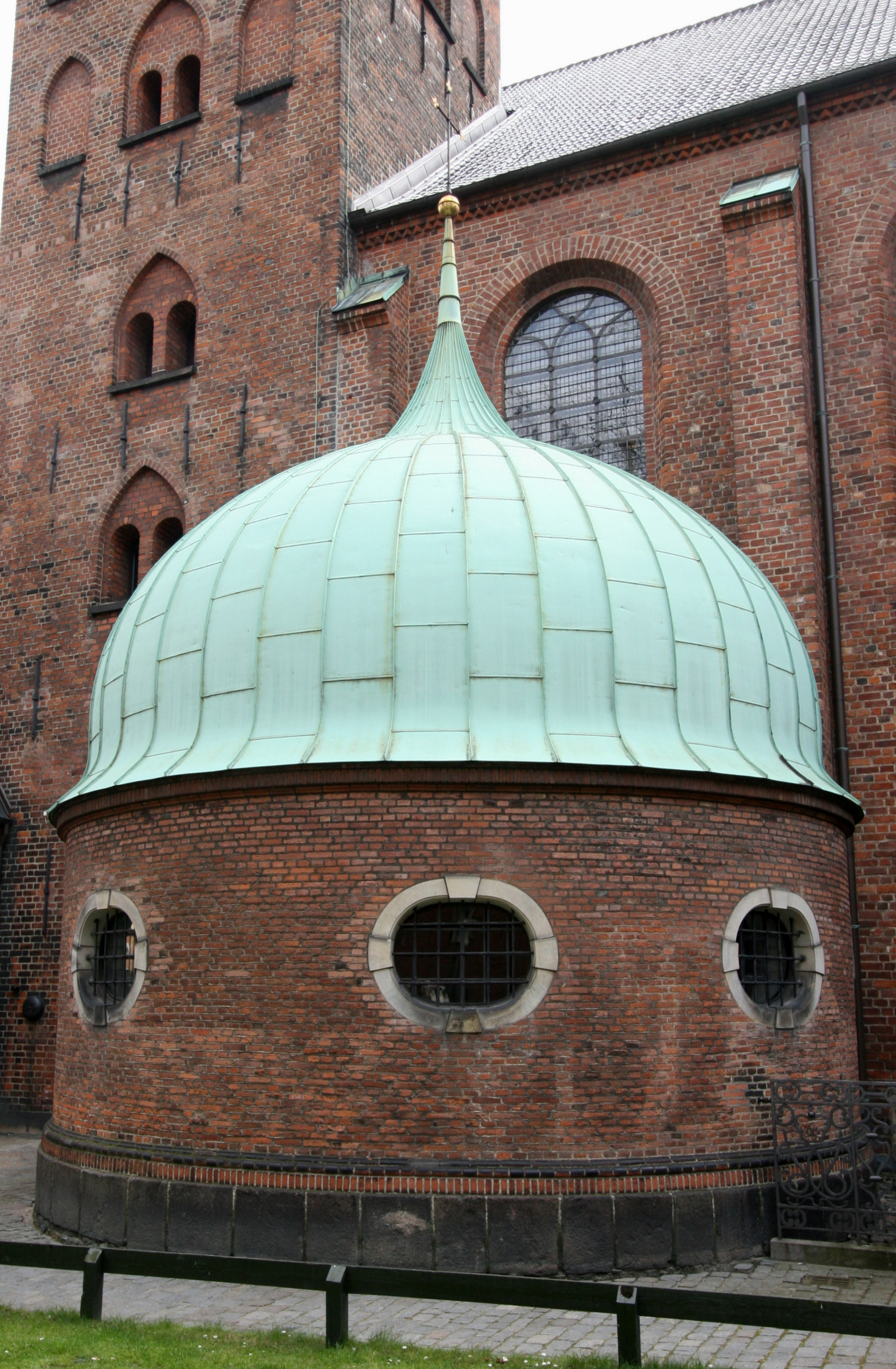
Griffenfelds kapell.
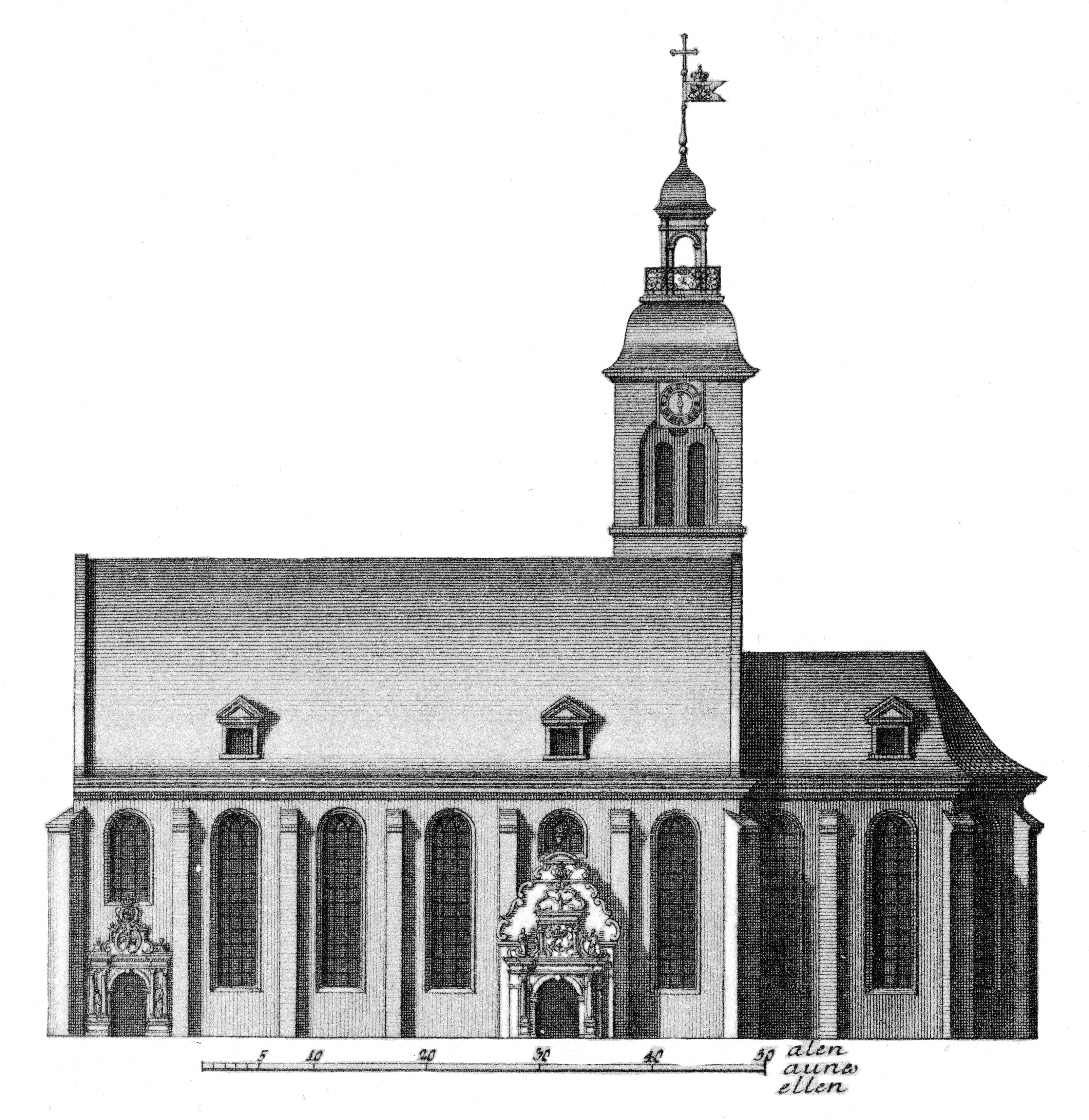
Kopparstick ur Laurids de Thurahs Hafnia Hodierna, 1748.
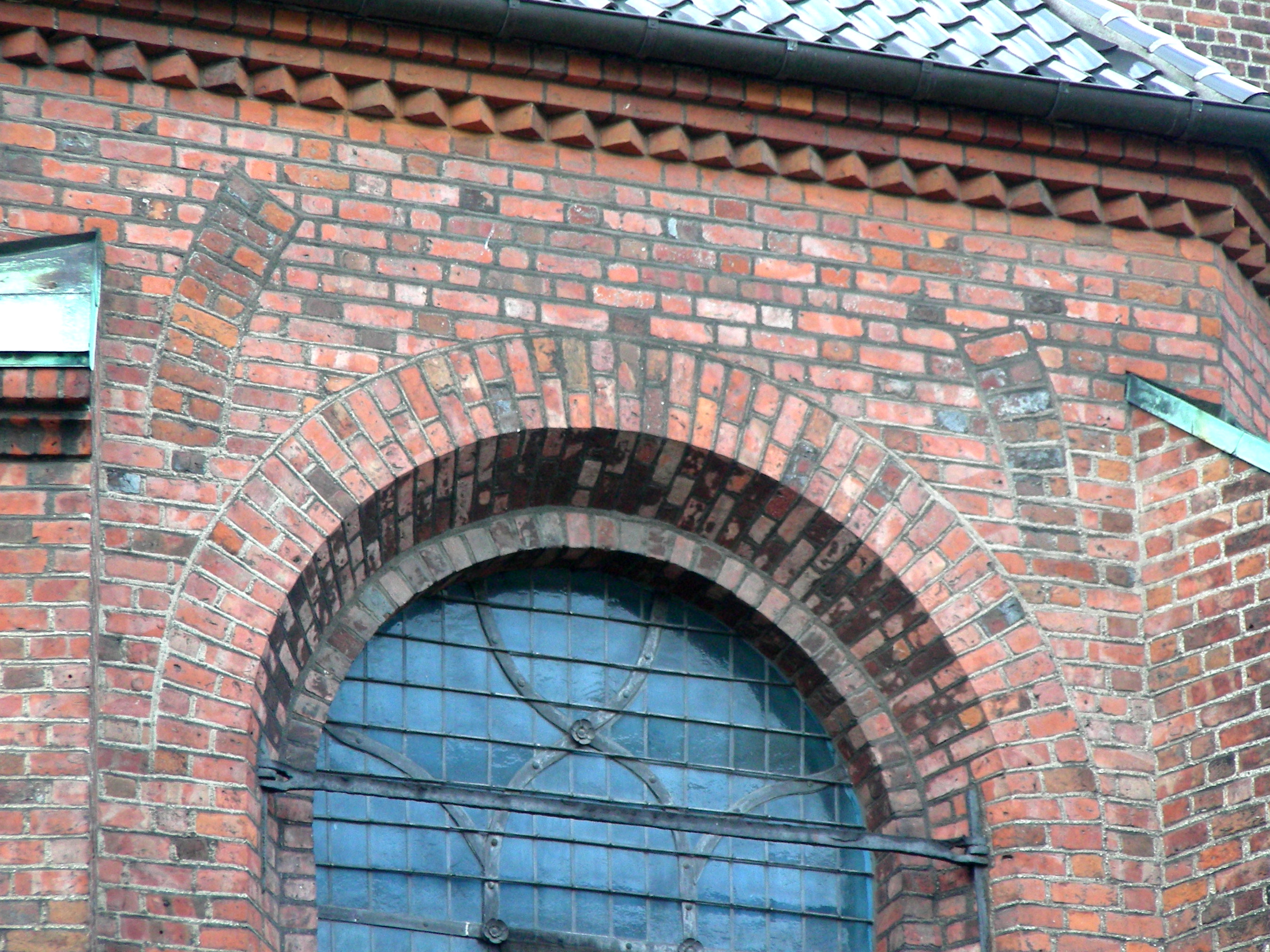
Spår efter tidigare fönster.
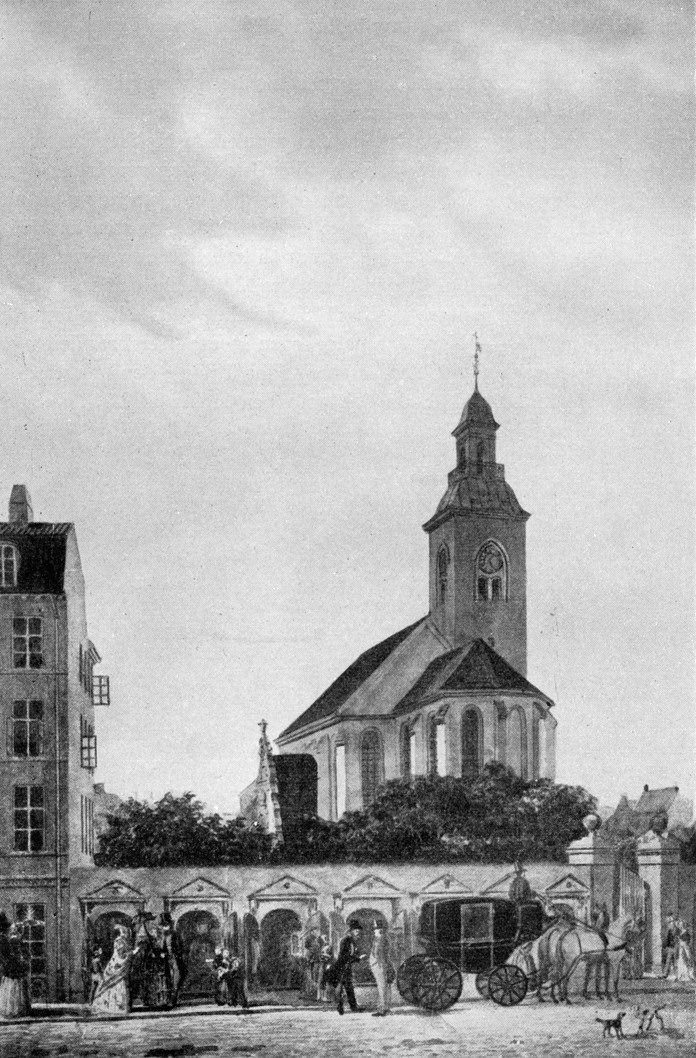
Lærredsboderne (linnebodarna).
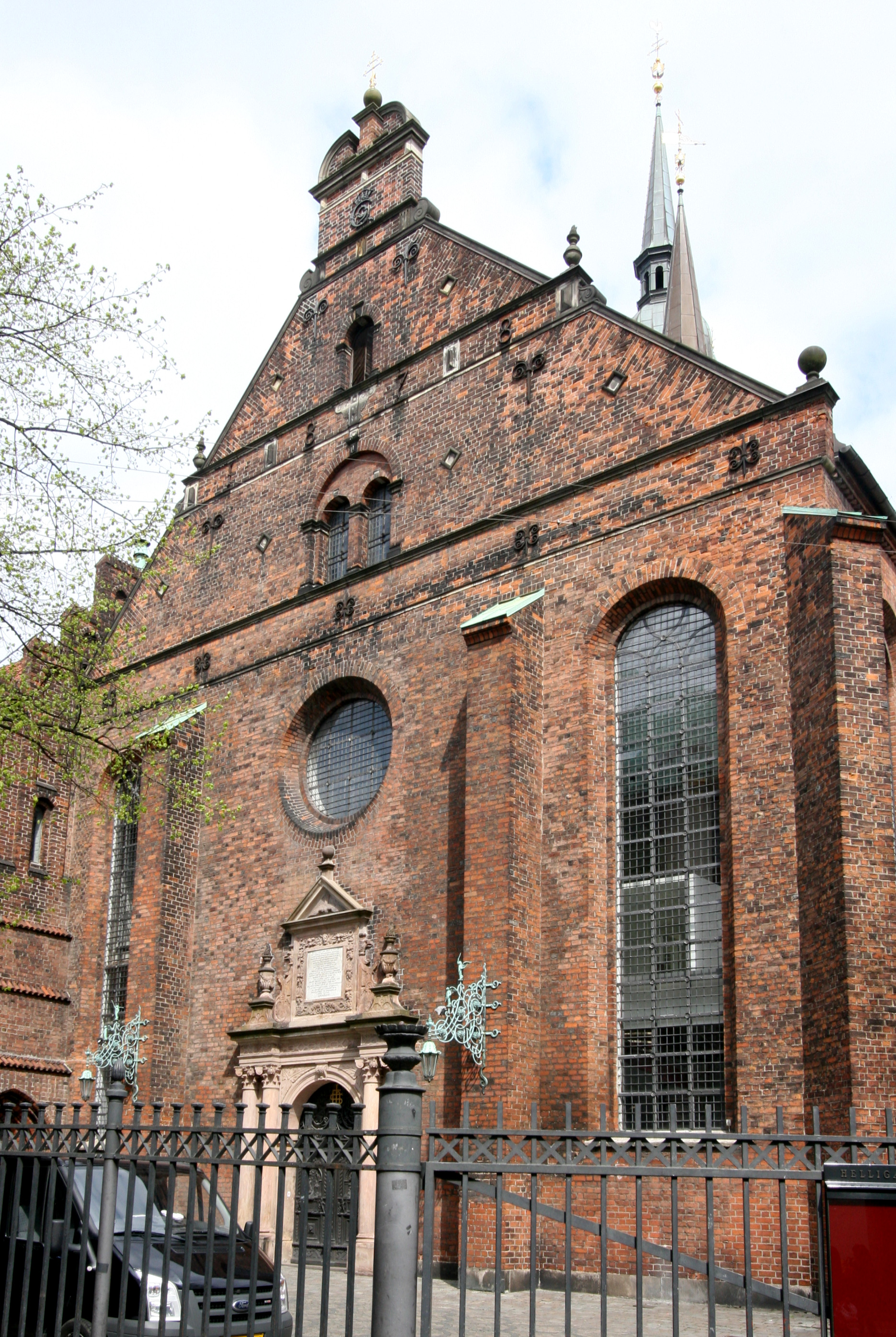
Västgaveln efter Storck.
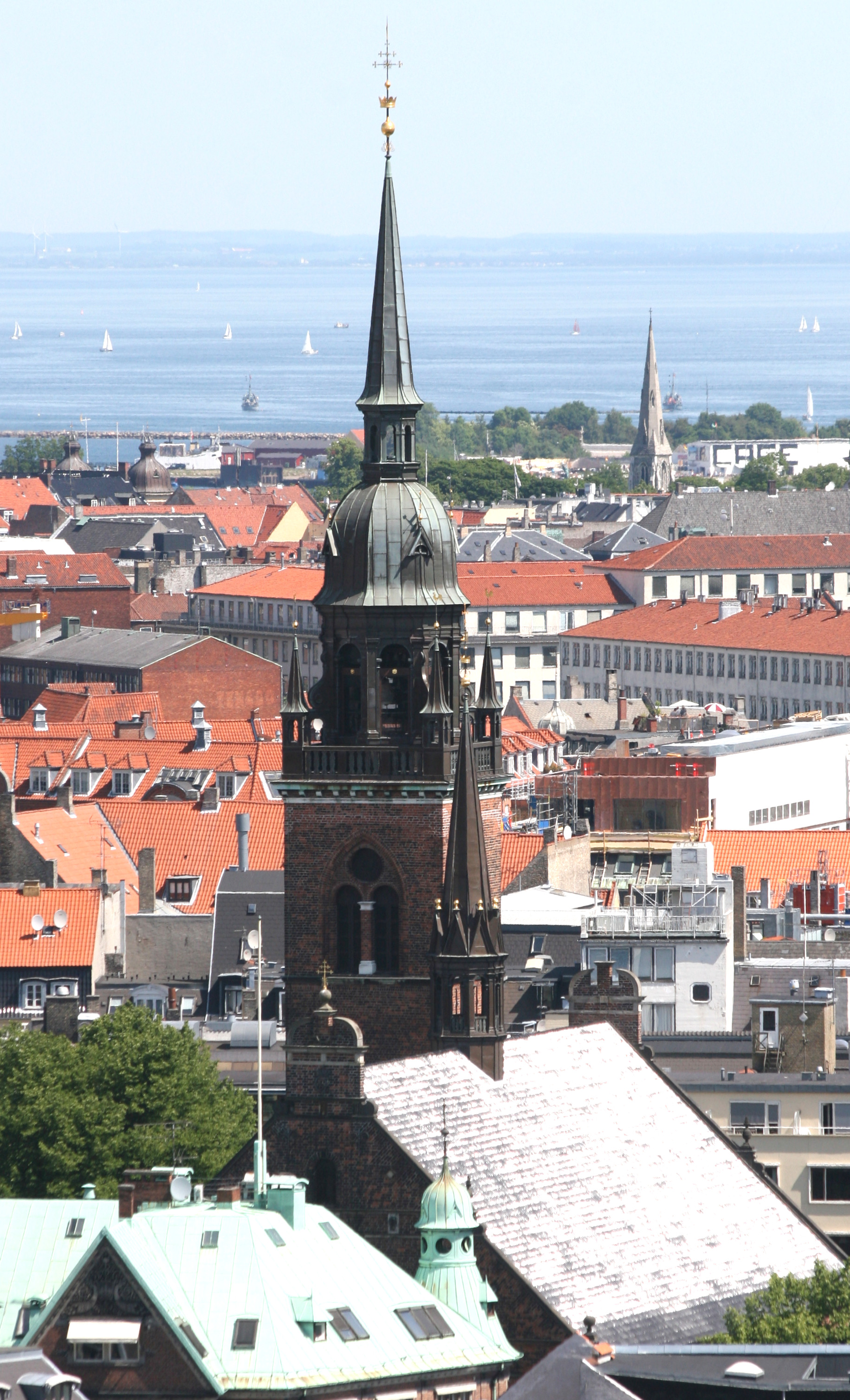
De rekonstruerade spirorna.
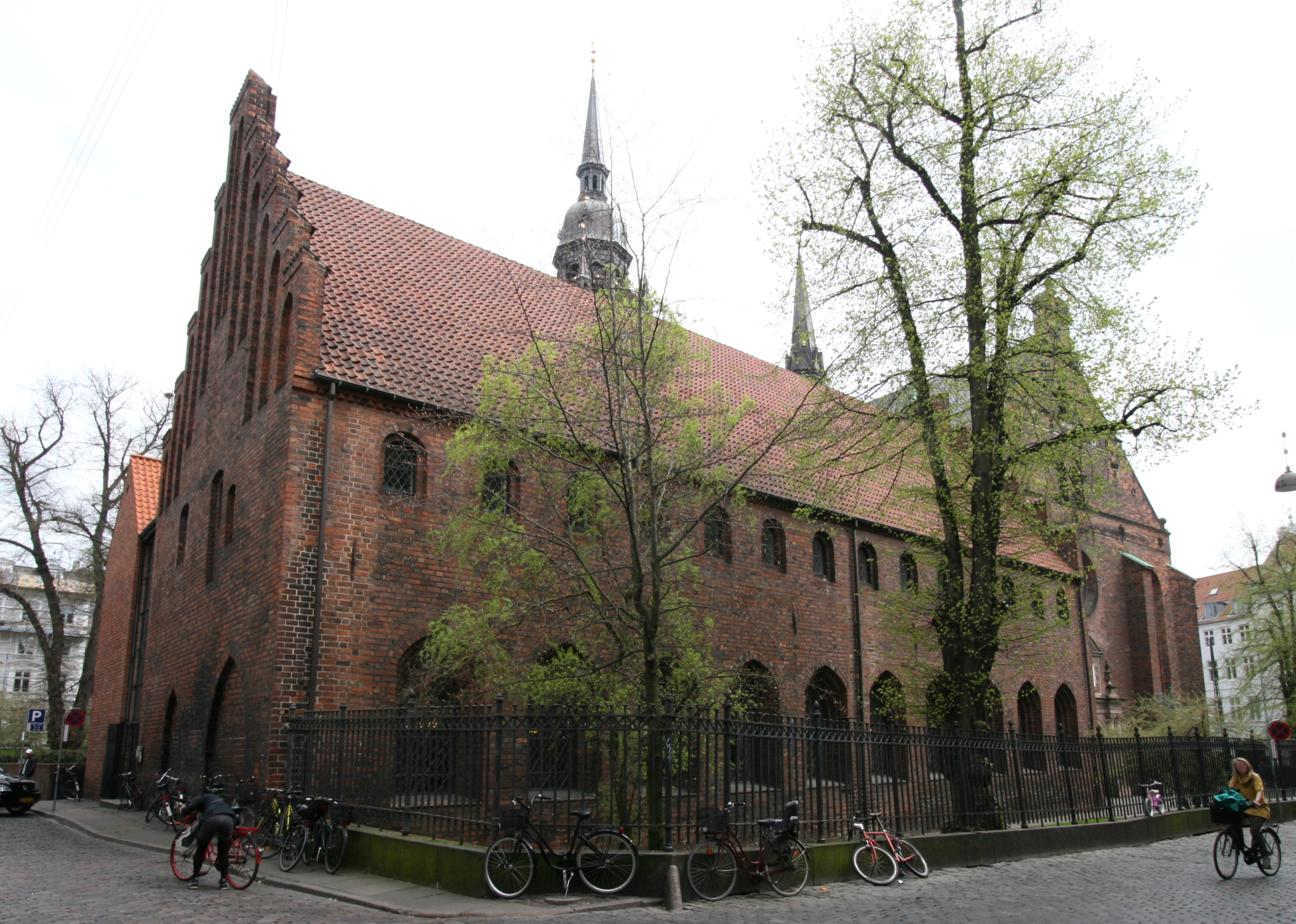
Kyrkan sedd från nordväst.
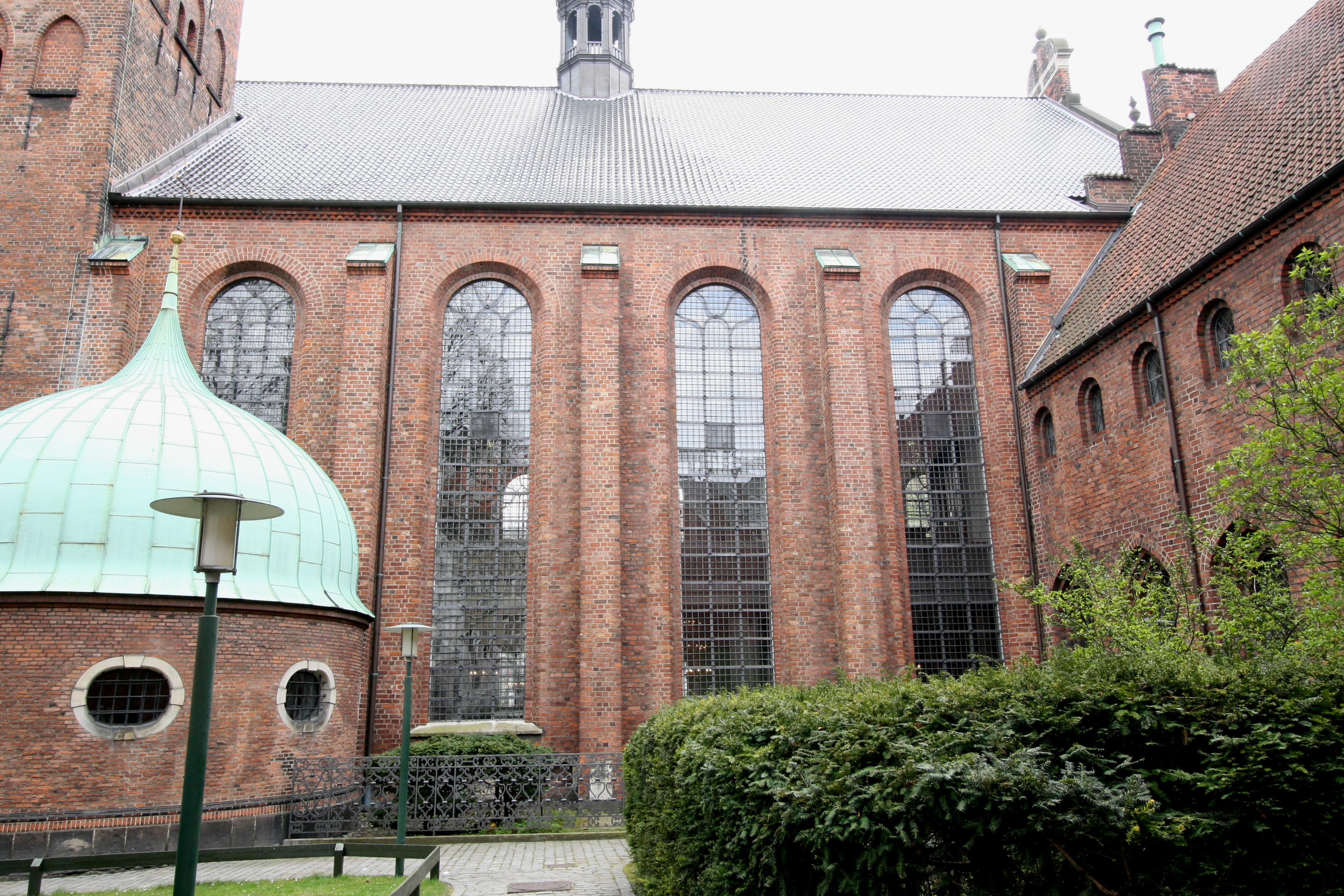
Kyrkan sedd från norr.
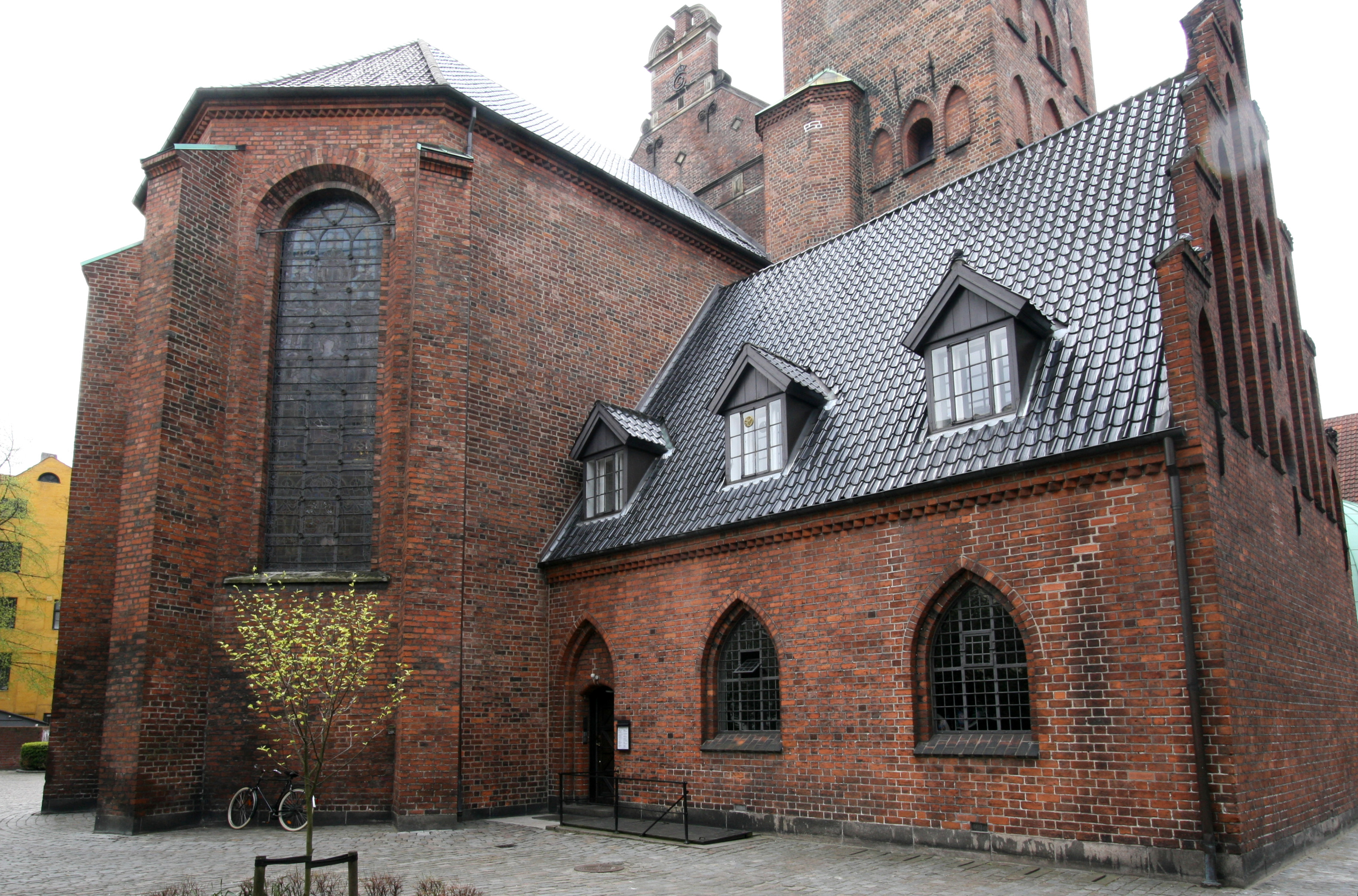
Kyrkan sedd från nordöst.
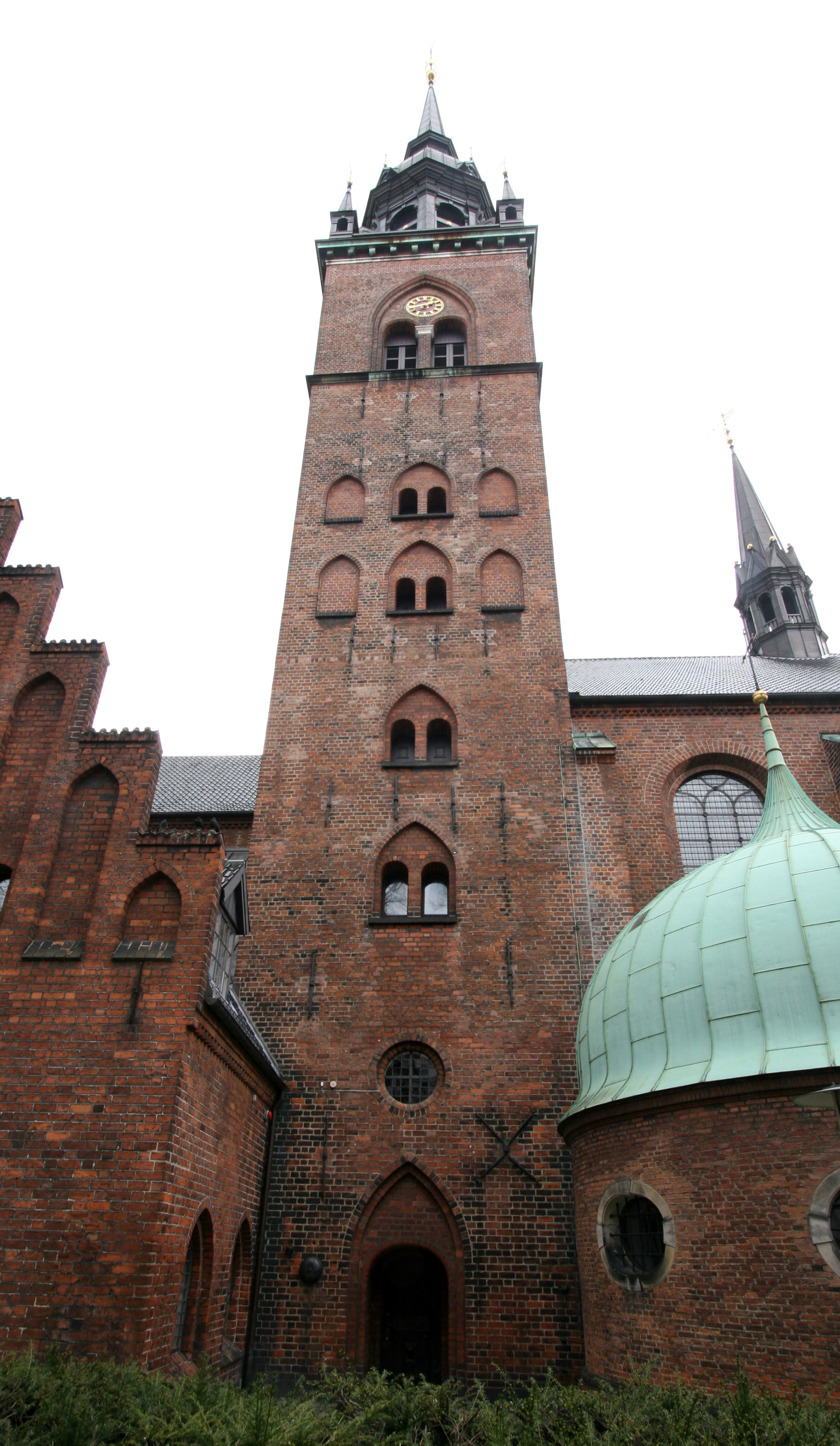
Tornet.
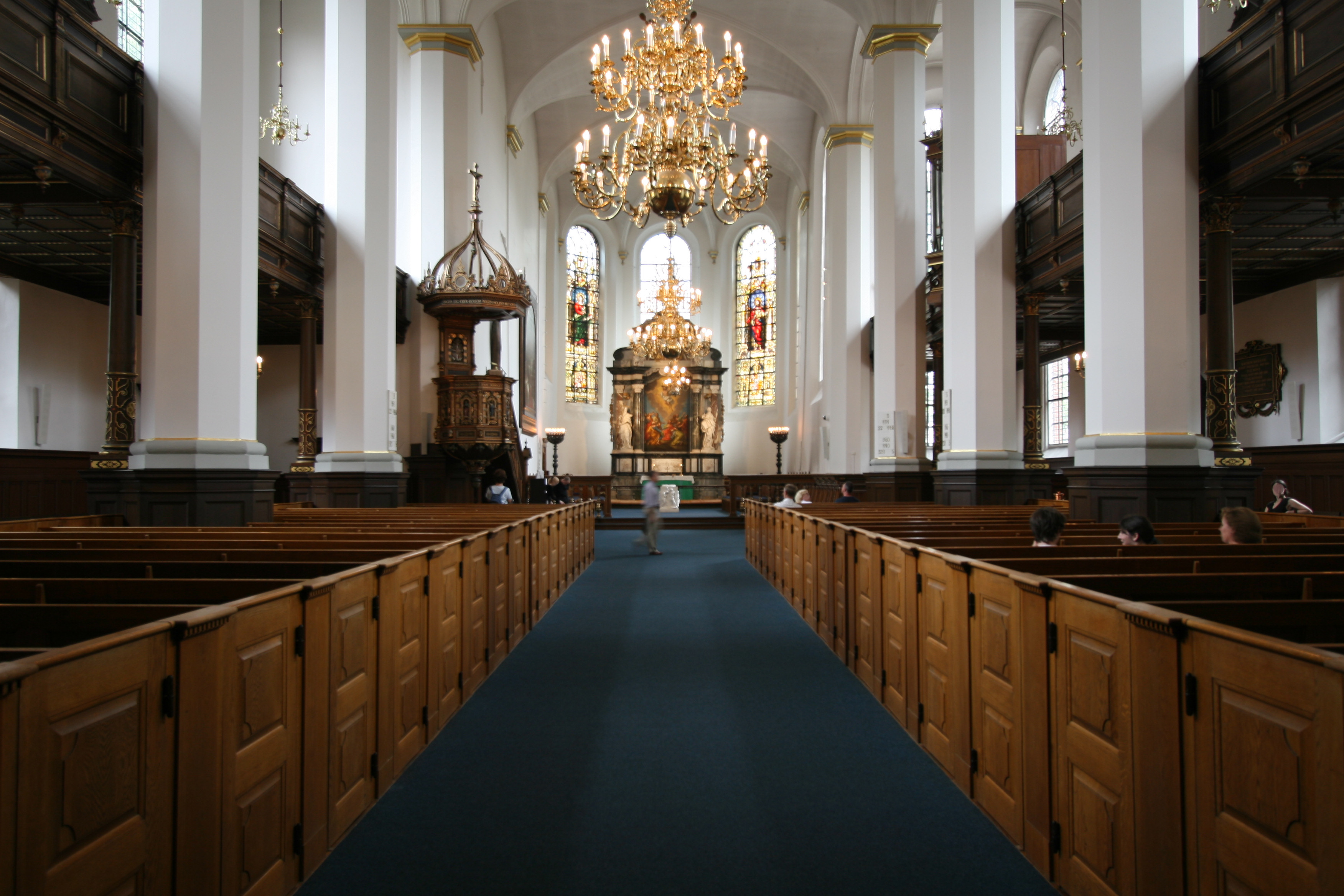
Interiör sedd från ingången.
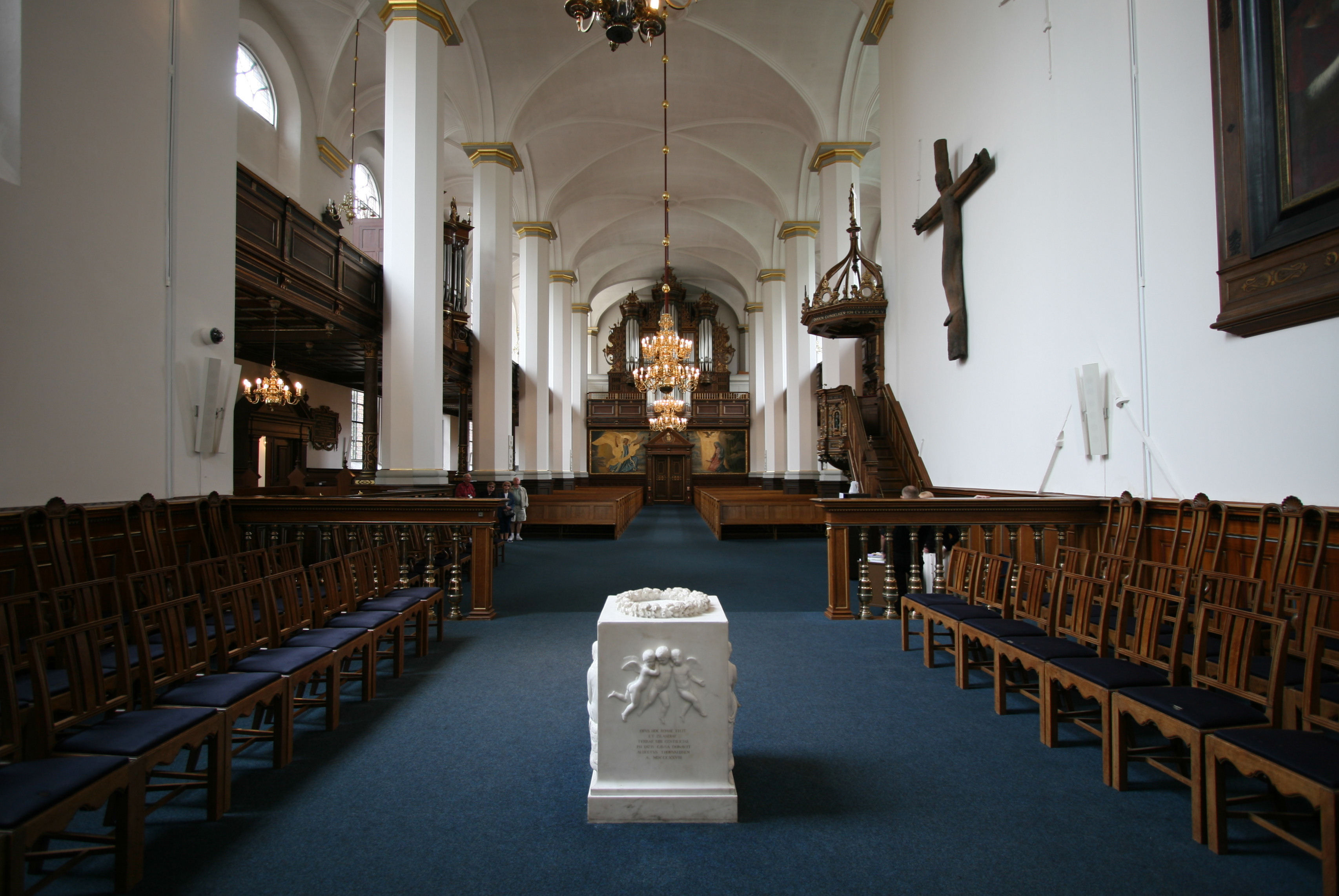
Interiör sedd från koret.
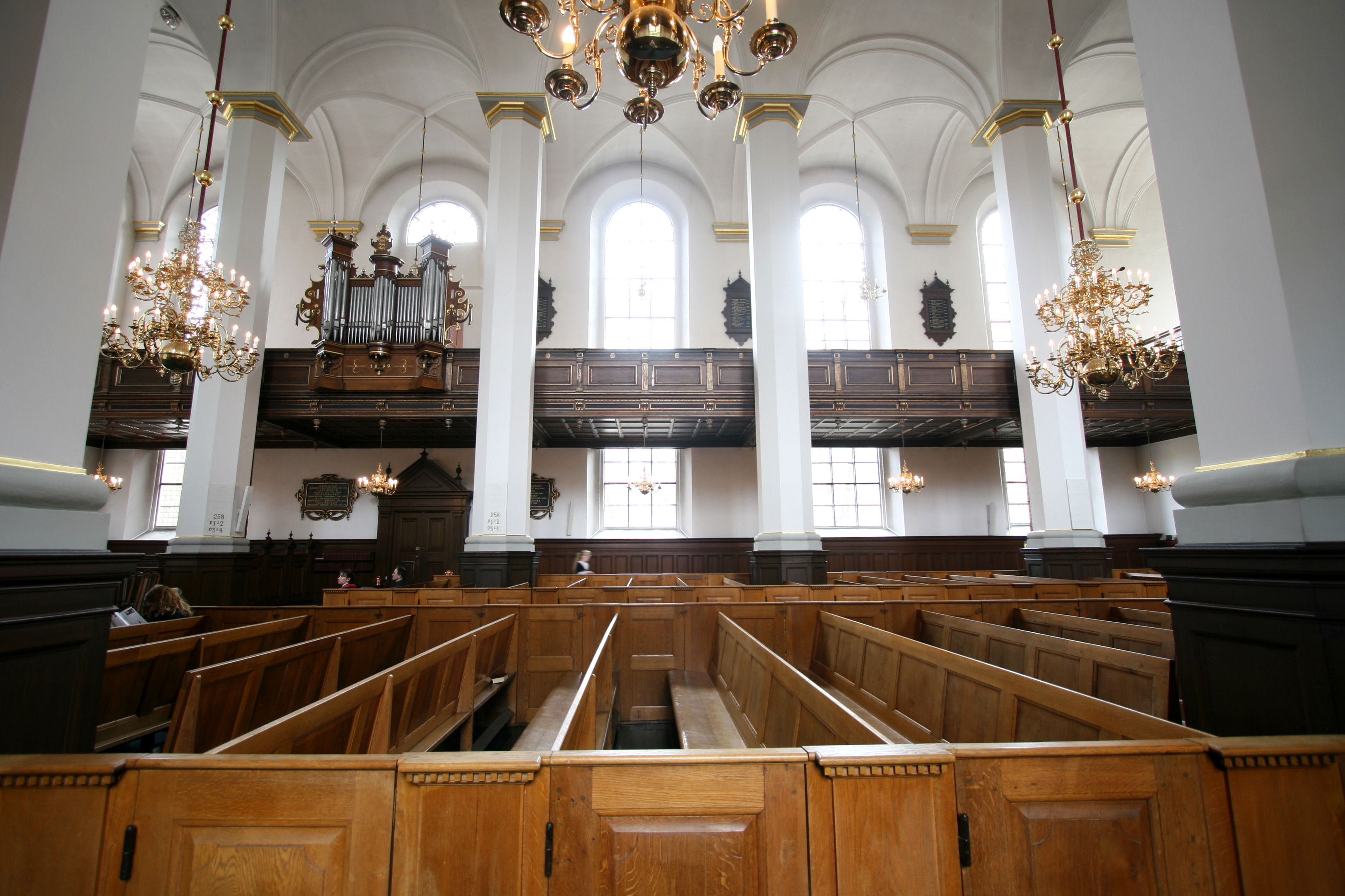
Interiör sedd från norr.
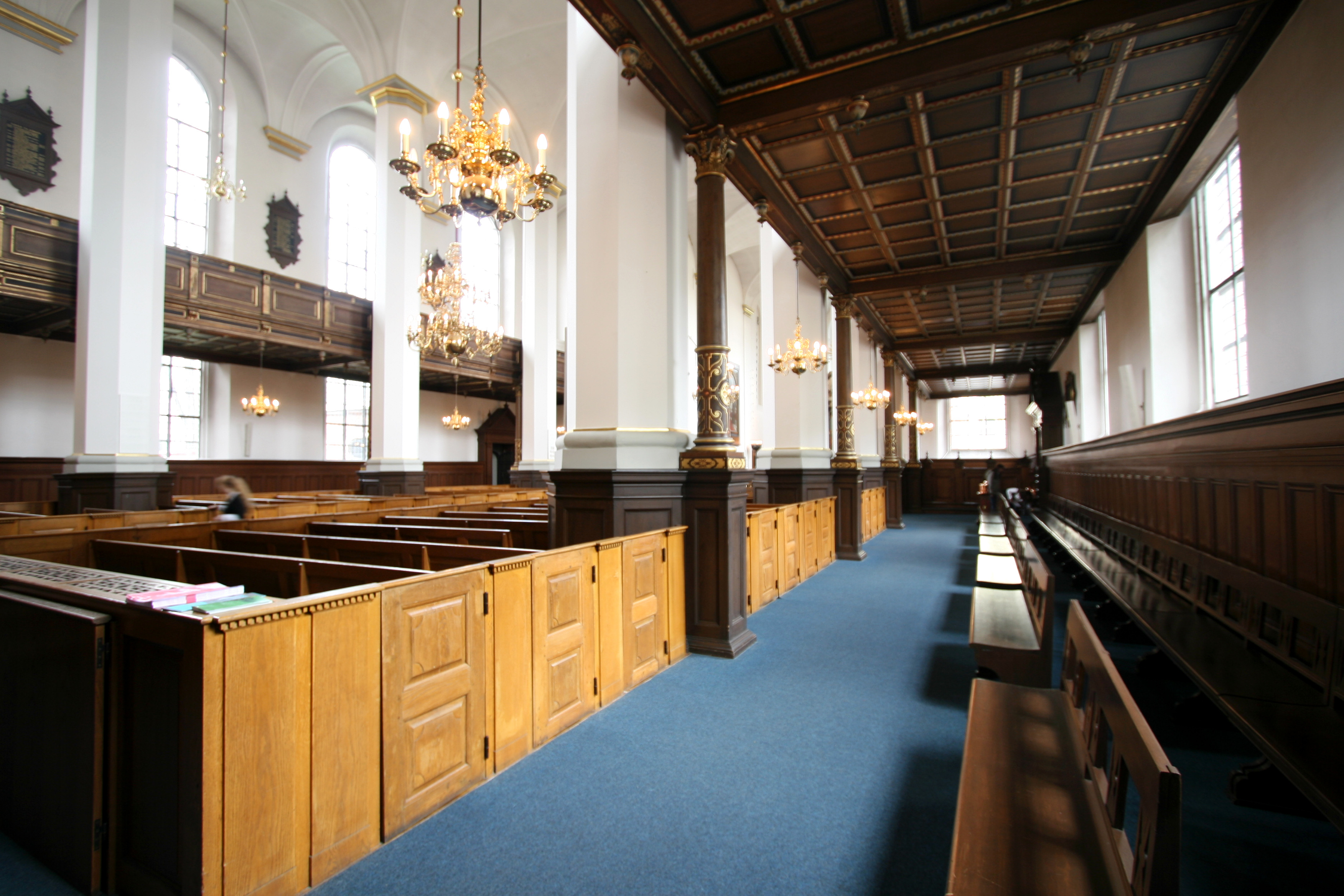
Södra sidoskeppet.